# Koválovec
Koválovec (em húngaro: Kiskovalló) é um município da Eslováquia, situado no distrito de Skalica, na região de Trnava. Tem 8,49 km² de área e sua população em 2018 foi estimada em 147 habitantes.

## Demografia
| Ano:        | 1994 | 2004   | 2014   | 2024   |
| ----------- | ---- | ------ | ------ | ------ |
| Broj ljudi: | 139  | 136    | 136    | 141    |
| Razlika:    |      | -2,15% | -1,42% | +3,67% |

| Ano:               | 2023 | 2024   |
| ------------------ | ---- | ------ |
| Número de pessoas: | 143  | 141    |
| Diferença:         |      | -1,39% |